# Іванчиці (Вараський район)
Іва́нчиці — село у Зарічненській громаді Вараського району Рівненської області України. Населення станом на 1 січня 2007 року становить 840 осіб.

## Соціальна сфера
У селі є середня школа ІІ ступеню, фельдшерсько-акушерський пункт, сільський клуб, церква Української православної церкви.

## Населення
За переписом населення 2001 року в селі мешкали 853 особи.

### Мова
Розподіл населення за рідною мовою за даними перепису 2001 року:
| Мова       | Відсоток |
| ---------- | -------- |
| українська | 98,95 %  |
| російська  | 0,59 %   |
| білоруська | 0,47 %   |